# Sawojajar (Wanasari)
Sawojajar is een bestuurslaag in het regentschap Brebes van de provincie Midden-Java, Indonesië. Sawojajar telt 10.226 inwoners (volkstelling 2010).